# Vadul-Leca Nou, Telenești
Vadul-Leca Nou este un sat din cadrul comunei Căzănești din raionul Telenești, Republica Moldova.